# Save Your Kisses for Me
Save Your Kisses for Me ("Conserva tutti i tuoi baci per me") è stata la canzone vincitrice dell'Eurovision Song Contest 1976, scritta da Tony Hiller, Lee Sheriden e Martin Lee e cantata, in inglese, dal gruppo inglese Brotherhood of Man, in rappresentanza del Regno Unito.
Il gruppo si era presentato in modo che i due cantanti maschi indossassero abiti in bianco e nero, e le due donne tute bianche e rosse con corrispondenti berretti. La performance è stata eseguita da in piedi e durante tutto il brano, il gruppo si è esibito in un vero balletto sincronizzato.
Il tintinnio rimbalzante dell'inizio descrive le emozioni contrastanti di un giovane che lascia l'adorata amata al mattino, mentre parte per il lavoro. Non potendo resistere nel lasciarla (momentaneamente) lui le ammonisce di non piangere e di resistere, ma soprattutto di "riservare tutti i suoi baci per lui", perché presto potrà tornare a casa per riceverli.

## Vittoria all'Eurovision e successo
Il brano venne eseguito per primo nella serata condotta da Corry Brokken (vincitrice dell'edizione 1957 in rappresentanza dei Paesi Bassi), e fu seguito dalla Svizzera (rappresentata da Peter, Sue & Marc); alla fine delle votazioni ottenne ben 164 punti (ricevendo il massimo punteggio (12 punti) da sette paesi), detenendo ancora oggi il record per il più alto punteggio ottenuto sotto il sistema di voto introdotto nel 1975 (che è stato utilizzato in ogni contesto da allora), con una media di 9.65 punti per ogni giuria nazionale.
Dopo aver vinto il concorso, la canzone ha raggiunto il primo posto nelle "hits" di molti paesi europei, vendendo più di sei milioni di copie. nel Regno Unito, è rimasta in prima posizione per sei settimane ed è stata certificata disco di platino dalla BPI nel maggio 1976, diventando il singolo più venduto dell'anno.
"Save Your Kisses for Me" è ancora uno dei singoli più venduti di tutti i tempi nel Regno Unito, con un fatturato di oltre un milione di copie.